# Tipula harutai
Tipula harutai är en tvåvingeart som beskrevs av Alexander 1955. Tipula harutai ingår i släktet Tipula och familjen storharkrankar. Inga underarter finns listade i Catalogue of Life.